# Јенерсдорф
Јенерсдорф (мађ. Gyanafalva, словен. Ženavci) град је у Аустрији, смештен у крајње југоисточном делу државе. Значајан је град у покрајини Бургенланду, као седиште истоименог округа Јенерсдорф.

## Природне одлике
Јенерсдорф се налази у крајње југоисточном делу Аустрије, близу државне тромеђе са Словенијом и Мађарском, која се налази 7 km јужно од града. Град је удаљен 180 km јужно од главног града Беча.
Град Јенерсдорф се сместио у долини реке Рабе. Надморска висина града је око 240 m. Јужно од града се издиже погранично побрђе Горичко.

## Становништво
| 1971. | 1981. | 1991. | 2001. | 2011. |
| ----- | ----- | ----- | ----- | ----- |
| 4.210 | 4.115 | 4.053 | 4.236 | 4.249 |

Данас је Јенерсдорф град са нешто мање од 4.200 становника. Последњих деценија број становника града стагнира.

## Галерија
- Поглед на Јенерсдорф
- Споменик на главном градском тргу
- Железничка станица у Јенерсдорфу